# Тива (селище)
Тива (рос. Тыва) — селище в Ленському районі Архангельської області Російської Федерації.
Населення становить 200 осіб. Входить до складу муніципального утворення Урдомське поселення.

## Історія
Від 2004 року входить до складу муніципального утворення Урдомське поселення.

## Населення
| 2002 | 2010 |
| ---- | ---- |
| 304  | ↘200 |